# Bulbul verdós muntanyenc
El Bulbul verdós muntanyenc (Arizelocichla nigriceps) és una espècie d'ocell de la família dels picnonòtids (Pycnonotidae). Habita els boscos del sud i sud-est de Kenya i nord i nord-est de Tanzània. El seu estat de conservació es considera de risc mínim.

## Taxonomia
Segons el Handook of the Birds of the World i la quarta versió de la BirdLife International Checklist of the birds of the world (Desembre 2019), el bulbul verdós muntanyenc presenta tres subespècies: (A.n. nigriceps, usambarae, i kikuyuensis). Tanmateix, en la llista mundial d'ocells del Congrés Ornitològic Internacional (versió 13.2, juliol 2023) la subespècie kikuyuensis es considera que conforma una espècie separada: Arizelocichla kikuyuensis.